# Guennadi Vagànov
Guennadi Vagànov   (Duvan, 25 de novembre de 1930) és un esquiador de fons rus que va competir sota bandera soviètica durant les dècades de 1950 i 1960.
El 1960 va prendre part en els Jocs Olímpics d'Hivern de Squaw Valley, on disputà quatre proves del programa d'esquí de fons. Formant equip amb Anatoly Shelyukhin, Aleksey Kuznetsov i Nikolai Anikin, guanyà la medalla de bronze en el relleu 4x10 quilòmetres. En els 15 i 30 quilòmetres fou quart i en els 50 quilòmetres setè. Quatre anys més tard, als Jocs d'Innsbruck, va disputar tres proves del programa d'esquí de fons. Formant equip amb Ivan Utrobin, Igor Voronchikhin i Pàvel Koltxin revalidà la medalla de bronze en el relleu 4x10 quilòmetres, mentre en les altres proves finalitzà en posicions força endarrerides.
En el seu palmarès també destaca una medalla de bronze al Campionat del món d'esquí nòrdic de 1962 i vuit campionats nacionals, tres en els 15 quilòmetres (1960, 1962, 1964) i cinc en el relleu (1960, 1962 a 1965).
Una vegada retirat exercí d'entrenador d'esquí.